# Batea (mitologia)
Batea (in greco antico: Βάτεια?, Bàteia) è un personaggio della mitologia greca. Fu principessa dei Teucri.

## Genealogia
Figlia di Teucro, sposò Dardano e divenne madre di Ilo ed Erittonio.

## Mitologia
È l'eponima della città di Bateia e dà il nome ad una collina della Troade .
Gli autori bizantini Giovanni Tzetzes e Stefano di Bisanzio scrivono di Batea come sorella di Scamandro (il padre di Teucro) e Tzetzes aggiunge che il nome della moglie di Dardano fosse Arisbe e che lei provenisse da Creta. 

Questi scritti però, non mettono in dubbio la genealogia di questa Batea, piuttosto li fanno sorgere nei riguardi del fatto che i due autori romei si stessero riferendo a questo personaggio.